# Плантейшен (округ Сарасота, Флорида)
Плантейшен (англ. Plantation) — переписна місцевість (CDP) в США, в окрузі Сарасота штату Флорида. Населення — 5034 особи (2020).

## Географія
Плантейшен розташований за координатами 27°4′21″ пн. ш. 82°22′17″ зх. д. / 27.07250° пн. ш. 82.37139° зх. д. (27.072364, -82.371511).  За даними Бюро перепису населення США в 2010 році переписна місцевість мала площу 6,53 км², з яких 5,68 км² — суходіл та 0,84 км² — водойми.

## Демографія
Згідно з переписом 2010 року, у переписній місцевості мешкало 4919 осіб у 2618 домогосподарствах у складі 1856 родин. Густота населення становила 754 особи/км².  Було 3575 помешкань (548/км²).
Расовий склад населення:
| - 98,2 % — білих - 0,7 % — азіатів - 0,6 % — чорних або афроамериканців - 0,1 % — корінних американців |

До двох чи більше рас належало 0,2 %. Частка іспаномовних становила 1,5 % від усіх жителів.
За віковим діапазоном населення розподілялося таким чином: 4,4 % — особи молодші 18 років, 30,1 % — особи у віці 18—64 років, 65,5 % — особи у віці 65 років та старші. Медіана віку мешканця становила 69,8 року. На 100 осіб жіночої статі у переписній місцевості припадало 85,6 чоловіків;  на 100 жінок у віці від 18 років та старших — 85,7 чоловіків також старших 18 років.
Середній дохід на одне домашнє господарство  становив 76 069 доларів США (медіана — 60 819), а середній дохід на одну сім'ю — 93 512 долари (медіана — 75 915). Медіана доходів становила 44 028 доларів для чоловіків та 42 663 долари для жінок. За межею бідності перебувало 4,9 % осіб, у тому числі 0,0 % дітей у віці до 18 років та 3,6 % осіб у віці 65 років та старших.
Цивільне працевлаштоване населення становило 1031 особа. Основні галузі зайнятості: роздрібна торгівля — 21,0 %, науковці, спеціалісти, менеджери — 16,1 %, освіта, охорона здоров'я та соціальна допомога — 15,2 %.